# Витяжний парашут

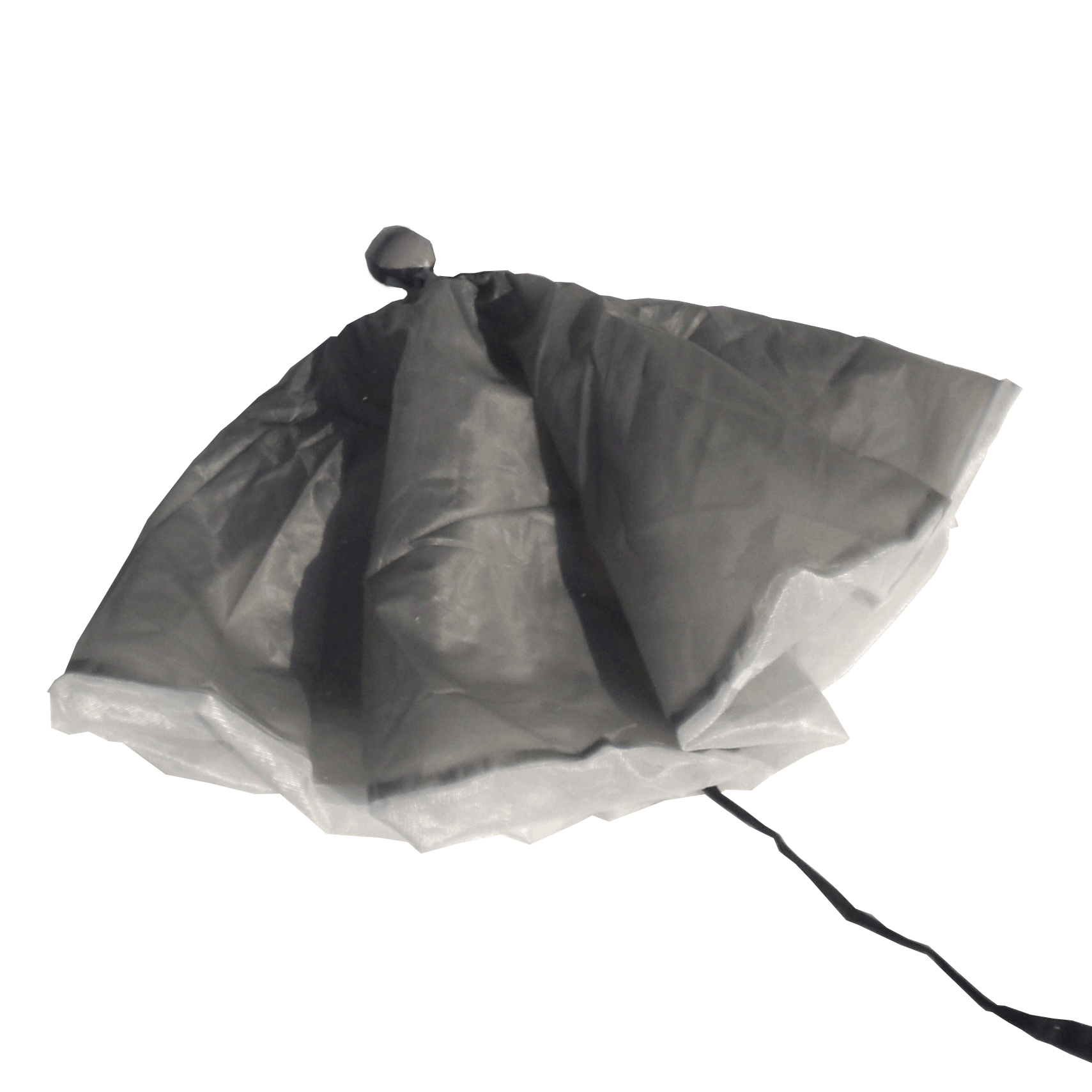
Витяжний парашут (медуза)

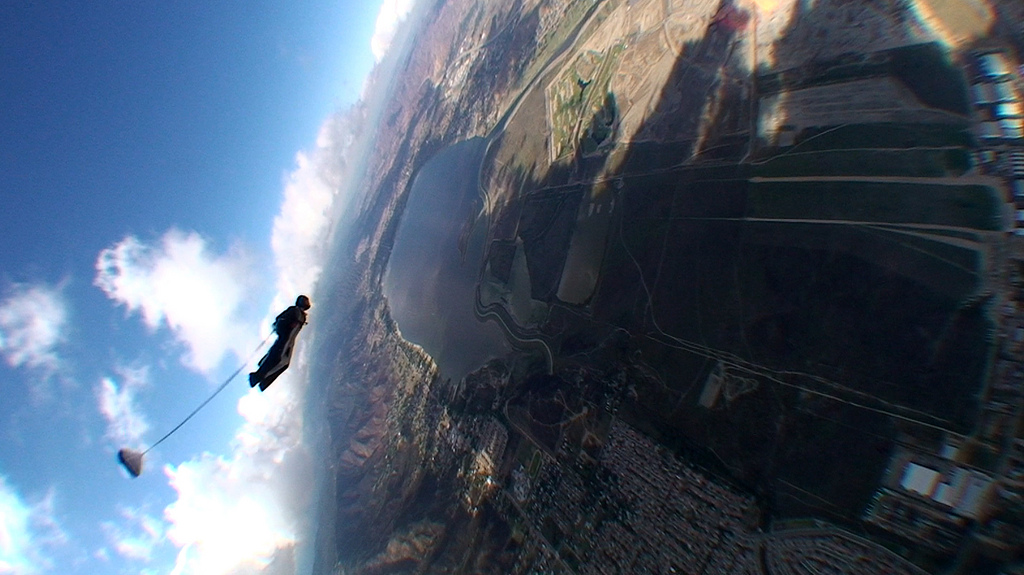
Розгортання парашута

Витяжн́ий параш́ут або Меду́за — невеликий допоміжний парашут, що при вивільненні витягує за собою основний парашут. При стрибках медуза укладається в спеціальну кишеню (якщо це м'яка медуза) або в ранець (якщо жорстка — тобто з металевою пружиною всередині). При виконанні B.A.S.E. стрибків, медузу можуть тримати в руках, таким чином, спортсмен викидає її в момент стрибка, коли починається рух донизу.